# Borovci
Borovci, selo kod Metkovića, u općini Kula Norinska.

## Zemljopisne značajke
Mjesto se nalazi na oko 8 km zračne udaljenosti od Metkovića. Njegovo područje tipično je krško polje u smjeru sjeverozapad-jugoistok, dugo oko 4 km a široko oko 1,5-2 km čiji je najveći dio na oko 50 m nadmorske visine. Sa sjeveroistoka polje omeđuju brda Tikvina i Gradina, a s jugoistoka Rujnica s vrhovima Babina gomila, Ilica i Presla. Naselja su smještena na prisojnim padinama brda.

## Stanovništvo
Prema popisu stanovništva iz 2001. godine Borovci su imali 33 stanovnika., a prema popisu stanovništva iz 2011. 24 stanovnika.
| broj stanovnika | 598   | 719   | 409   | 429   | 537   | 539   | 533   | 530   | 456   | 423   | 364   | 207   | 79    | 45    | 33    | 23    | 30    |
|                 | 1857. | 1869. | 1880. | 1890. | 1900. | 1910. | 1921. | 1931. | 1948. | 1953. | 1961. | 1971. | 1981. | 1991. | 2001. | 2011. | 2021. |

## Školstvo
Pučka škola u Borovcima utemeljena je 1. listopada 1896. Tom je prigodom priređeno slavlje, a u školu je bilo upisano oko 70 đaka. Osim u ratnim vremenima, škola je radila neprekinuto do 31. kolovoza 1968. kada je ugašena zbog smanjenog broja djece. Nakon njena gašenja, đaci su pohađali školu u Novim Selima.

## Sakralni objekti

### Župna crkva sv. Nikole
Prvi spomen ove crkve nalazi se u izvješću biskupa Lišnjića 1672. u kojem biskup kaže da je čitava, ali da je slabo opremljena. Istraživanjem je utvrđeno da je građena u dvije faze. Radovima u crkvi 1997. pronađeni su ostatci zidova prvotne crkve romaničkog stila, pa je mišljenje stručnjaka da je prva crkva mogla biti podignuta u 13. stoljeću. Povećavanjem broja stanovnika crkva je postala premalena te je biskup Fabijan Blašković 1779. naredio njenu nadogradnju. Proširena je znatno kasnije, 1858. za vrijeme župnika don Marka Marušića, čime je dobila i današnje dimenzije: duljina 14, a širina 5 metara. Zvonik na preslicu za tri zvona postavljen je 1865., a kamene ploče na krovu zamijenjene su crijepom početkom 20. stoljeća. Interijer je obnovljen 1968. za vrijeme don Slavka Kovačića. Tom je prigodom preuređeno svetište, postavljen novi oltar te probijen sjeverni zid i dograđena sakristija.

### Kapela Gospe od Zdravlja
Kapela Gospe od Zdravlja nalazi se nedaleko od župne kuće. Izvorno je podignuta 1759. kao kapelica sv. Ante Padovanskog. Uz pomoć iseljenika iz Amerike župnik fra Mijo Ivandić povećao je njene dimenzije i posvetio je Gospi od Zdravlja, budući je u Novim Selima već postojala crkva sv. Ante. Duga je 10,4 i široka 4,65 metara. Na pročelju je kameni luminar u obliku križa, a na vrhu pročelja preslica za jedno zvono koji su bili dio stare kapelice.

## Znamenitosti
Vratar je srednjovjekovna utvrda oblika nepravilna peterokuta s dvije kule, većom na sjeveru i manjom sa zapadne strane, podignuta najvjerojatnije krajem 14. stoljeća. Proglašena je kulturnim dobrom Republike Hrvatske. Nalazi se na brdu Gradina pored ceste Metković - Nova Sela - Vrgorac.
Na lokalitetu Zanoga, 500-injak metara jugoistočno od crkve sv. Nikole nalazi se srednjovjekovno groblje sa stećcima o kojem su prvi podatci zapisani u 19. stoljeću. Evidentirana su 44 kamena bloka grupirana sjeverno i zapadno od kamene gomile današnjeg promjera 19-20 metara. Najveći dio su sanduci, a niti jedan nije ukrašen. Dvjestotinjak metara od Zanoga na lokalitetu Mravinci nalazi se gomila današnjeg promjera 8-9 metara s vidljivim grobovima te pokrovnom kamenom pločom ukrašenom polumjesecom i zvijezdom te stećkom oblika sanduka s vidljivim motivom polumjeseca.:str. 37.-50.